# Ferdinand Alquié
Ferdinand Alquié (Carcassona, 18 de dezembro de 1906 - Montpellier, 28 de fevereiro de 1985) foi um filósofo e escritor francês,  membro da Academia de Ciências Morais e Políticas.
Foi professor de Gilles Deleuze e, segundo Michael Hardt, acusou-o de estudar biologia e psicologia e outras áreas do conhecimento, negligenciando os aspectos filosóficos.
Alquié também orientou a segunda tese de Deleuze, "Spinoza et le problème de l’expression".
Publicou vários livros sobre  Descartes, Kant e  Espinoza, assim como um livro sobre Nicolas Malebranche. Ele era muito próximo de André Breton e escreveu Filosofia do Surrealismo (1955).
Também é reconhecido como opositor de Martial Guéroult, especialmente durante a polémica sobre Descartes e também sobre Espinoza.

## Obras
- Leçon de philosophie, 2 vol., Didier, 1931-1951.
- Notes sur la première partie des Príncipes de la philosophie de Descartes, Éditions Chantiers, 1933.
- Le Problème moral, Éditions Chantiers, 1933.
- Les États représentatifs, Éditions Chantiers, 1934.
- Les Mouvements et les actes, Éditions Chantiers, 1934.
- Plans de philosophie générale, Éditions Chantiers, 1934; reeditado por La Table Ronde, "La Petite Vermillon", 2000.
- La Science, Éditions Chantiers, 1934.
- Les Devoirs et la vie morale (plans de morale spéciale), Éditions Chantiers, 1935.
- Notions de psychologie générale, Éditions Chantiers, 1935.
- Les Tendances et la raison, Éditions Chantiers, 1935.
- Les Sciences mathématiques, les sciences de la matière et de la vie, Éditions Chantiers, 1936.
- Les Synthèses représentatives, Éditions Chantiers, 1936.
- Les États affectifs, Éditions Chantiers, 1937.
- Les Opérations intellectuelles, Éditions Chantiers, 1937.
- Le Désir d'éternité, PUF, 1943.
- Introduction à la lecture de la Critique de la raison pure, PUF, 1943.
- La Découverte métaphysique de l'homme chez Descartes, PUF, 1950.
- La Nostalgie de l'être, PUF, 1950.
- Science et métaphysique chez Descartes, Les Cours de Sorbonne, CDU, 1955.
- Philosophie du surréalisme, Flammarion, 1955.
- Descartes, l'homme et l'œuvre, Connaissance des Lettres, Hatier, 1956.
- L'Expérience, PUF, 1957[2].
- Edição de textos escolhidos da 'Ética de Espinoza, PUF, 1961.
- Edição das  Œuvres philosophiques de Descartes, 3 vol., Garnier, 1963-1973.
- Nature et vérité dans la philosophie de Spinoza, Les Cours de Sorbonne, CDU, 1965.
- Solitude de la raison, Le Terrain vague, 1966.
- La Critique kantienne de la métaphysique, PUF, 1968.
- Entretiens sur le surréalisme, W. de Gruyter, 1968.
- Signification de la philosophie, Hachette, 1971.
- Le Cartésianisme de Malebranche, Vrin, 1974.
- Malebranche et le rationalisme chrétien, Seghers, 1977.
- La Conscience affective, Vrin, 1979.
- Le Rationalisme de Spinoza, PUF, 1981.
- Servitude et liberté chez Spinoza, Les Cours de Sorbonne, CDU.
- La Morale de Kant, Les Cours de Sorbonne, 1957.
- Edição das Œuvres philosophiques de Kant, 3 vol., Gallimard, Bibliothèque de la Pléiade, 1980, 1984, 1986.
- Études cartésiennes, Vrin, 1983.
- Qu'est ce que comprendre un philosophe, Table Ronde, 2005.